# Morning Train (Nine to Five)
«9 to 5» es una canción interpretada por la cantante escocesa Sheena Easton. Fue publicada el 16 de mayo de 1980 como el segundo sencillo de su álbum debut Take My Time. En enero de 1981, fue lanzado en los Estados Unidos y Canadá bajo el título «Morning Train (Nine to Five)» para evitar confusiones con el reciente éxito de Dolly Parton, «9 to 5».

## Lanzamiento
A principios de 1981, EMI America Records decidió presentar a Easton en los Estados Unidos y lanzó «9 to 5» como su sencillo debut. El título de la canción se cambió a «Morning Train (Nine to Five)» para evitar confusiones con la canción de Dolly Parton del mismo nombre, que se posicionó casi simultáneamente con la canción de Easton.

## Rendimiento comercial
Easton había lanzado un sencillo antes de «Morning Train (Nine to Five)»; «Modern Girl›. Este último no había logrado ubicarse muy bien, pero después de la exposición en el documental de la BBC, The Big Time – Pop Singer, tanto «Morning Train (Nine to Five)» como «Modern Girl» se ubicaron entre los diez primeros al mismo tiempo, convirtiéndola en la tercera artista femenina (después de Ruby Murray y Shirley Bassey) en lograr esta hazaña. «Morning Train (Nine to Five)» se convirtió en un éxito entre los tres primeros y fue uno de los sencillos más vendidos del año.
La canción permaneció en el puesto #1 en la lista de los Hot 100 y en el Adult Contemporary durante dos semanas. En las lista de fin de año de 1981 de Billboard, llegó como el duodécimo éxito del año 1981. También encabezó la lista de sencillos de Canadá, manteniéndose en el primer puesto durante dos semanas en mayo de 1981, mientras alcanzaba también la cima en Nueva Zelanda, antes de ser reemplazada por «Love Will Tear Us Apart» de Joy Division.

## Posicionamiento

### Gráfica semanal
| Gráfica (1980–81)                             | Pico de posición |
| --------------------------------------------- | ---------------- |
| Australia (Kent Music Report)                 | 1                |
| Bélgica (Flandes) (Ultratop 50 Singles)       | 8                |
| Canadá (RPM Adult Contemporary)               | 1                |
| Canadá (RPM Top Singles)                      | 1                |
| España (PROMUSICAE)                           | 21               |
| Estados Unidos (Billboard Adult Contemporary) | 1                |
| Estados Unidos (Billboard Hot 100)            | 1                |
| Estados Unidos (Cashbox Top 100)              | 1                |
| Francia (IFOP)                                | 4                |
| Irlanda (Irish Singles Chart)                 | 2                |
| Nueva Zelanda (Recorded Music NZ)             | 1                |
| Países Bajos (Nederlandse Top 40)             | 14               |
| Países Bajos (Single Top 100)                 | 18               |
| Reino Unido (UK Singles Chart)                | 3                |
| Sudáfrica (Springbok Radio)                   | 11               |
| Suiza (Schweizer Hitparade)                   | 3                |

## Certificaciones y ventas
| País                  | Certificación | Ventas  |
| --------------------- | ------------- | ------- |
| Canadá (Music Canada) | Oro           | 40,000  |
| Estados Unidos (RIAA) | Oro           | 500,000 |
| Reino Unido (BPI)     | Oro           | 400,000 |